# Porotergus gymnotus
Porotergus gymnotus és una espècie de peix pertanyent a la família dels apteronòtids.

## Descripció
- Pot arribar a fer 85 cm de llargària màxima.[5][6]

## Hàbitat
És un peix d'aigua dolça, bentopelàgic i de clima tropical, el qual viu en corrents ràpids i sobre fons sorrencs. Comparteix el seu hàbitat amb Leporinus granti, Leporinus maculatus i Crenicichla multispinosa.

## Distribució geogràfica
Es troba a Sud-amèrica: la conca del riu Amazones i les Guaianes.

## Observacions
És inofensiu per als humans i hom creu que té hàbits solitaris.